# 外山高士
外山 高士（とやま たかし、1930年〈昭和5年〉9月5日 - 2022年〈令和4年〉8月28日）は、日本の俳優・声優。
北海道北見市出身。

## 来歴
拓殖大学商学部貿易学科卒業。在学中は新聞部で大学の先輩である佐佐木隆を取材したのが機縁となり、劇団文化座に入る。1952年に同劇団の『陽気な地獄』で初舞台。中里事務所に所属していた。
『怪傑黒頭巾』で正義役をしていたが、その後は時代劇で悪代官・悪徳商人、現代劇でも悪役を中心に出演した。一方で『燃えよ剣』の伊東甲子太郎、刑事ドラマ『西部警察 PART-III』の第9話「白銀に消えた超合金X! -福島・前篇-」では善人役の冷静に状況説明する科学者など、悪役に限らず演じている。
吹き替えにおいては日本で初めての吹き替え海外ドラマ『ロビンフットの冒険』で主人公のロビンフット役を担当。多数の作品でリチャード・イーガンを担当した。
『ジャングル大帝 進めレオ!』のレオ役、『サスケ』の大猿大助役（サスケの父）など、アニメの声優としても活躍した。
2004年には生まれ故郷である北海道北見市の『きたみ観光大使』に任命され、80歳を超えてからも舞台を中心に精力的に活動していた。
2022年8月28日に91歳で死去していた事が母校の拓殖大学ラグビー部のブログにて同年9月1日に公表された。
一般社団法人映像コンテンツ権利処理機構においては不明権利者とされている。

## 人物
- 長男は映像ディレクターの外山裕人。
- 趣味は写真・釣り。特技は雑誌編集。
- 母校の拓殖大学ラグビー部の部歌の作詞、作曲に携わっている。

## 出演作品

### 俳優

#### テレビドラマ
- 鞍馬天狗（1956年、KR） - 鞍馬天狗 ※主演
- カナリヤ姉妹（1957年、NHK）
- 快傑黒頭巾（1959年、NTV） - 山鹿弦一郎（2代目） ※主演
- 西郷隆盛（1958年 - 1959年、NTV）
- 悲恋瓦屋節（1960年、NTV）
- クライマックス 人生はドラマだ 第23話「国定忠治」（1960年、NTV）
- 柳生旅日記 独眼竜参上!（1960年、NTV） - 柳生十兵衛 ※主演
- かくれ赤絵師（1961年、NHK）
- 牛若天狗いざ見参!（1961年、YTV） - 牛若天狗 ※主演
- 新選組始末記（1961年、TBS）- 松平容保
- 松本清張シリーズ・黒の組曲 / 一年半待て（1962年、NHK） - 岡島久男
- 白面剣士 牛若天狗（1963年、NET） - 牛若天狗 ※主演
- 忍者部隊月光 第92話、第93話「キッドナップ（誘拐）作戦 - 前篇、後篇 -」（1965年、CX / 国際放映） - 辰見大五
- 事件記者（1966年、NHK）
  - 第229話「雷雨」
  - 第269話「T字路」
- 大河ドラマ（NHK）
  - 赤穂浪士（1964年） - 大高源吾
  - 太閤記（1965年） - 本多平八郎
  - 源義経（1966年） - 藍沢二郎
  - 樅ノ木は残った（1970年） - 唯野内膳
  - 元禄太平記（1975年） - 新貝弥七郎
  - 徳川家康（1983年） - 伊藤長孝
- 隠密剣士シリーズ（TBS / 宣弘社プロダクション）
  - 隠密剣士 第10部「変幻忍法帖」第10話 - 第13話（1965年） - 瞳太郎坊
  - 新隠密剣士 第2部「忍法薩摩秘帖」第9話、第10話（1965年）
  - 隠密剣士 突っ走れ! 第3話「魔神を斬る信太郎」（1974年） - 風の魔神
- 特別機動捜査隊（NET / 東映）
  - 第310話「誰よりも愛す」（1967年）
  - 第443話「桃色の報酬」（1970年） - 魚住
  - 第605話「恋の裏通り」（1973年） - 財津
  - 第688話「汚れた天使の死」（1975年） - 成川
  - 第720話「待っている女」（1975年） - 河口
  - 第761話「明暗友情ブルース」（1976年） - 大和田
  - 第782話「わたしの父さん」（1976年） - 黒岩
- 銭形平次（CX / 東映）
  - 第122話「平次を消せ」（1968年） - 藤井
  - 第161話「消えた千両箱」（1969年） - 嘉助
  - 第244話「猪の呉れた百万両」（1971年） - 萩の亥三
  - 第277話「狼が死ぬとき」（1971年） - 稲妻の勘助
  - 第325話「懸賞金百両」（1972年） - 仁造
  - 第350話「三人の牢破り」（1973年） - 相模屋
  - 第368話「兄弟しぐれ」（1973年） - 又五郎
  - 第382話「海鳴りが牙をとぐ」(1973年） - 小田切左門
  - 第412話「お父つあんの十手」（1974年） - 勝五郎
  - 第464話「熱血の十手」（1975年） - 河田源三郎
  - 第501話「卍蜘蛛」（1975年） - 卍組頭
  - 第513話「闇からの声」（1975年） - 波切の長五郎
  - 第532話「女の花火」（1976年） - 備前屋
  - 第581話「吉凶うらおもて」（1977年） - 井関
  - 第634話「若者とお京ちゃん」（1978年） - 岩田帯刀
  - 第678話「ドジな野郎の命がけ」（1979年） - 天陽堂
  - 第695話「必死の逃亡」（1979年） - 伊豆屋
  - 第745話「謎の南蛮かるた」（1980年） - 武蔵屋
  - 第798話「御宿しもだや殺人事件」（1982年） - 信濃屋
  - 第836話「呪いの三味線」（1983年） - 上総屋清兵ヱ
- 七人の刑事（TBS）
  - 第116話「ぼくが犯人を見た……」（1966年）
  - 第211話、第212話「北の果てから」（前編、後編）（1968年）
- ウルトラシリーズ（TBS / 円谷プロ）
  - ウルトラマン 第35話「怪獣墓場」（1967年） - 月ロケットセンター所員 ※ノンクレジット
  - ウルトラマンタロウ 第8話「人喰い沼の人魂」（1973年） - 次郎の父
- あゝ同期の桜 第17話「南十字星の下に」（1967年、NET）
- ジャイアントロボ 第4話「妖獣ライゴン」（1967年、NET / 東映） - U5の兄・西野英三
- ローンウルフ 一匹狼 第36話「女ごころ」（1968年、NTV / 東映）
- ライオン奥様劇場（CX / NMC）
  - 女の盛装（1968年） - 小宮信一
  - 徳川の夫人たち（1974年） - 保科正之
- バンパイヤ（1968年 - 1969年、CX / 虫プロ商事） - 別府博士
- 花のお江戸のすごい奴 第8話「お前は誰だ」（1969年、CX） - 宮坂甚内
- 女殺し屋 花笠お竜 第10話「はだか剣法みだれ髪」（1969年、12CH）
- 用心棒シリーズ 俺は用心棒 第10話「噂の中の女」（1969年、NET / 東映） - 佐野屋
- 鞍馬天狗　(1969年、NHK)
- 素浪人 花山大吉（NET / 東映）
  - 第29話「腹の虫が怒っていた」（1969年） - 太田屋
  - 第100話「読めば読むほど駄目だった」（1970年） - 南川主膳
- 燃えよ剣 第12、13、15、16話（1970年、NET / 東映） - 伊東甲子太郎
- 遠山の金さん捕物帳（NET / 東映）
  - 第24話「刀に魅入られた女」（1970年） - 藤林甲斐
  - 第43話「駆け落ちした女」（1971年） - 大五郎
  - 第81話「花嫁人形の女」（1972年） - 三田村佐内
  - 第123話「大安吉日に裁かれた女」（1972年） - 松五郎
  - 第150話「我が子に殺しを教えた男」（1973年） - 大塚甚十郎
- 柳生十兵衛 第17話「草笛峠」（1971年、CX / 東映） - 鏑木大吉郎
- 軍兵衛目安箱 （1971年、NET / 東映）
  - 第6話「魔剣」 - 近藤鏡次郎
  - 第14話「誰も知らない女」 - 関谷甚右ヱ門
- 大岡越前 （TBS / C.A.L）
  - 第2部 第10話「下手人は火あぶり」（1971年7月19日） - 近藤喜三郎
  - 第3部 第2話「江戸わずらい」（1972年6月19日） - 半井刑部大輔
  - 第4部 第13話「除夜の鐘」（1974年12月30日） - 乙部九郎右衛門
  - 第7部 第27話「将軍暗殺危機一髪」（1983年10月24日） - 大竹仙十郎
  - 第9部 第26話「吉宗暗殺仇討ちの陰謀」（1986年4月21日） - 西尾頼母
  - 第10部 第26話「辻斬り三葉葵の陰謀」、第27話「将軍吉宗暗殺計画」（1988年） - 日高弾正
- 徳川おんな絵巻 第48話「妖異 鬼火ヶ淵の精」（1971年、KTV / 東映） - 志賀刑部
- ハレンチ学園（1970年、12ch / 日活） - ナレーター
- 火曜日の女シリーズ 花は見ていた（1971年、NTV / ユニオン映画）
- 清水次郎長（CX /  東映 / タケワキプロ）
  - 第28話「俺が結婚するでよ!」（1971年）　- 平造
  - 第40話「会への斬り込み」（1972年）　- 鐘馗の勘八
- 天皇の世紀 第4話「地熱」、第5話「大獄」（1971年、ABC / 国際放映） - 梅田雲浜
- ガッツジュン（1971年、TBS  / 宣弘社） 
  - 第1話「宿敵のスラッガー」 - 第12話「アポロ打法を破れ」 - ナレーター
  - 第33話「太陽に向かって投げろ」 - 東都一高監督 ※ノンクレジット
- キイハンター 第196話「1972 紅の翼 大空を行く」（1972年、TBS / 東映） - 航空学校教官
- 荒野の素浪人 第1シリーズ 第6話「略奪 眠れる埋蔵金」（1972年、NET / 三船プロ） - 陣馬左内
- 弥次喜多隠密道中 第19話「宿命の対決」（1972年、NTV / 歌舞伎座テレビ室）
- 水戸黄門（TBS / C.A.L）
  - 第2部 第28話「裏切り -小倉-」（1971年4月5日） - 平井権太夫
  - 第3部 第16話「あほんだら兄ちゃん -河内-」（1972年3月13日） - 弓削
  - 第4部（1973年）
    - 第6話「越後血風録 -高田-」 - 高坂但馬
    - 第13話「曲わっぱの恋 -大館-」 - 田代甚太夫

  - 第5部 第9話「黒い奉書紙 -福井-」（1974年5月27日） - 渋川源十郎
  - 第6部 第17話「若君替玉作戦 ‐松山‐」（1975年7月21日） - 牟田口典膳
  - 第7部（1976年）
    - 第2話「姫君はにせ者 -福島-」 - 溝呂木兵部
    - 第18話「盗まれた印籠 -山形-」 - 黒木勘兵衛

  - 第8部 第18話「黄門さまの土蔵破り -堺-」（1977年11月14日） - 松永玄太夫
  - 第9部
    - 第10話「風雲久保田城 -秋田-」（1978年10月9日） - 岡戸半兵衛
    - 第23話「からくりお茶壺道中 -甲府-」（1979年1月8日） - 平岡惣兵衛

  - 第10部
    - 第2話「女度胸の鉄火肌 -神奈川-」（1979年8月20日） - 工藤軍太夫
    - 第24話「襲われた中馬街道 -韮崎-」（1980年1月28日） - 細井次兵衛

  - 第11部
    - 第11話「父子つないだ頑固そば -盛岡-」（1980年10月27日） - 大迫武太夫
    - 第21話「初春 黄門さまの用心棒 -秩父-」（1981年1月5日） - 西脇伝八郎

  - 第12部
    - 第9話「闇に閃く白頭巾 -膳所-」（1981年10月26日） - 檜垣弥太夫
    - 第21話「湯気に隠れた悪企み -山中-」（1982年1月18日） - 矢島監物

  - 第13部
    - 第3話「鬼が棲んでる天下の嶮 -箱根-」（1982年11月1日） - 秋山源左衛門
    - 第15話「三葉葵を盗んだ男 -津山-」（1983年1月24日） - 川辺頼母

  - 第14部（1984年）
    - 第28話「悪乗り八兵衛若旦那 -長浜-」 - 石塚左馬之助
    - 第35話「陰謀暴いた鳴門の渦潮 -淡路島-」 - 船奉行 丹羽

  - 第15部（1985年）
    - 第7話「無法を砕く大草原の血闘 -阿蘇-」 - 神山主計
    - 第22話「悲願叶えた火焔剣 -三日月-」 - 菱田監物

  - 第16部（1986年）
    - 第2話「闇に仕掛けた皆殺しの罠 -府中-」 - 村野庄太夫
    - 第30話「銘酒を守った娘の真心 -新庄-」 - 由比総左衛門

  - 第17部（1987年）
    - 第3話「炎に浮かぶ凶賊の罠 -甲府-」 - 新見勝信
    - 第18話「河豚に当って悪退治 -下関-」 - 早川佐治兵衛

  - 第18部 第6話「めざす敵は領主様 -佐野-」（1988年10月17日） - 松村堅吾
  - 第19部（1989年）
    - 第6話「因業爺は瓜二つ -仙台-」 - 堀田主殿
    - 第14話「恩讐越えた一刀彫 -米沢-」 - 松田監物

  - 第20部（1991年）
    - 第29話「瞼の人はドジな泥棒 -鳥取-」 - 海野小太夫
    - 第44話「涙で染めた紅花紬 -山形-」 - 佐久間典膳

  - 第21部 第6話「秘伝運んだ孫娘 -浜田-」（1992年5月11日） - 八坂伴之丞
  - 第22部（1993年）
    - 第7話「悲願叶えた夢花火 -岡崎-」 - 大崎庄八郎
    - 第13話「帰らぬ息子は船幽霊 -高知-」 - 毛間権太夫

  - 第23部
    - 第21話「津和野銘菓は恋の味 -津和野-」（1994年12月26日） - 黒川将監
    - 第39話「白いお髭のお婿殿 -府中-」（1995年5月8日） - 尾形升三郎

  - 第24部 第13話「無念晴らした仇討ち旅 -高鍋-」（1995年12月11日） - 燧屋
  - 第25部 第40話「天から降って来た娘-白河-」(1996年10月6日)　- 田所軍兵衛
  - 第26部 第5話「間違えられた黄門様-広島-」(1998年3月9日)　- 西国屋
  - 第27部 第3話「夫婦で織った紙の布 -白石-」（1999年4月5日） - 菱屋
  - 第38部 第17話「娘の涙は金の粒 -甲府-」（2008年5月12日） - 梅村久兵衛
  - 第42部 第5話「暴かれたヒスイの謎 -糸魚川-」（2010年11月8日） - 仏具店主人
- 変身忍者 嵐 第19話「恐怖の人食い! 分身怪人!!」（1972年、MBS / 東映） - 黒兵衛
- お祭り銀次捕物帳 第3話「飛び込んだ殺人者」（1972年、CX / 東映） - 倉沼内膳
- シークレット部隊 第16話「お母さん許して!16歳恋の大脱走」（1972年、TBS / 大映テレビ）
- 二人の素浪人 第3話「居合い斬り宿場の嵐」（1972年、CX / 東映） - 権三
- 刑事くん 第一部 第56話「空にでっかい涙雲」（1972年、TBS / 東映） - 星山
- 地獄の辰捕物控 第7話「無縁佛が旅に出た」（1972年、NET / 東映）
- 怪談 第5話「怨霊まだら猫」（1972年、MBS）- 勝三
- 必殺シリーズ（ABC / 松竹）
  - 必殺仕掛人 第21話「地獄花」（1973年） - 永井監物
  - 必殺仕置人（1973年）
    - 第14話「賭けた命のかわら版」 - 茂平
    - 第26話「お江戸華町未練なし」 - 神島源之丞

  - 助け人走る（1974年）
    - 第25話「逃亡大商売」 - 梶川要蔵
    - 第33話「忠誠大心外」 - 坂田源左衛門

  - 暗闇仕留人 第21話「仏に替りて候」（1974年） - 井戸対馬守
  - 必殺仕置屋稼業 第15話「一筆啓上欺瞞が見えた」（1975年） - 勘次郎
  - 必殺仕業人 第28話「あんたこの結果をどう思う」（1976年） - 同心 服部
  - 新・必殺仕置人 第12話「親切無用」（1977年） - 戸田剛造
  - 新・必殺からくり人 第13話「東海道五十三次殺し旅　京都」（1978年） - 斎藤嘉兵ヱ
  - 必殺からくり人・富嶽百景殺し旅 第2話「隠田の水車」（1978年） - 源八郎
  - 翔べ! 必殺うらごろし 第17話「美人画から抜け出た女は何処へ?」（1979年） - 村田屋
  - 必殺仕事人
    - 第28話「尼寺に鬼女は棲むのか?」（1979年） - 一文字屋万造
    - 第69話「盗り技 乱調お神楽刺し」（1980年） - 松葉屋壮助

  - 新・必殺仕舞人 第11話「化け猫騒ぎはのんのこ節」（1982年） - 陶斉
  - 必殺仕事人III 第5話「夢の女に惚れたのは秀」（1982年） - 矢野道斎
  - 必殺渡し人 第1話「涼みの夜に渡します」（1983年） - 水野隼人正
  - 必殺仕事人IV 第6話「お加代 商売敵の出現にあわてる」（1983年） - 渋井元厚
  - 必殺仕切人 第13話「もしも16000両だましとられたら」（1984年） - 若松屋
  - 必殺仕事人V（1985年）
    - 第7話「主水、生体解剖に腰を抜かす」 - 幸兵衛
    - 第18話「花屋の政 ワル仕事人と闘う」 - 辰蔵

  - 必殺仕事人V・激闘編 第14話「せんとりつ 不倫する」（1986年） - 徳兵衛
  - 必殺仕事人ワイド 大老殺し 下田港の殺し技珍プレー好プレー（1987年） - 大黒屋仁助
  - 必殺スペシャル・秋 仕事人vs仕事人 徳川内閣大ゆれ! 主水にマドンナ（1989年） - 乾屋久兵衛
  - 必殺仕事人・激突! 第4話「八百屋お七の振袖」（1991年） - 坂井伝次郎
- 剣客商売 第4話「井関道場四天王」（1973年、CX / 東宝 / 俳優座）
- 子連れ狼 第1部 第14話「御定書七十九条」（1973年、NTV / ユニオン映画） - 下山源之進
- 旅人異三郎 第25話「渡し舟に恋がめばえた」（1973年、東京12チャンネル / 三船プロ） - 山形茂十
- 素浪人天下太平（1973年、NET / 東映）
  - 第11話「鈴が鳴ります母恋い唄」 - 桜井玄馬
  - 第13話「父ちゃんの土産は千両箱」 - 卯月平馬
- 江戸を斬る（TBS / C.A.L）
  - 江戸を斬る 梓右近隠密帳
    - 第3話「天下の一大事」（1973年） - 興津源兵衛
    - 第20話「将軍家謀殺」（1974年） - 稲葉正永

  - 江戸を斬るV 第25話「嵐にひそむ非情の罠」（1980年） - 持田勘解由
  - 江戸を斬るVII 第29話「血染めの遠山桜」、第30話「天下を救う名裁き」（1987年） - 庄田蔵人
  - 江戸を斬るVIII 第17話「仮面の下で笑う奴」（1994年） - 佐原屋
- 非情のライセンス（NET / 東映）
  - 第1シリーズ 第44話「兇悪の野良犬」（1974年） - 塚本
  - 第2シリーズ 第121話「強姦」（1977年） - 木口義二
- 太陽にほえろ!（NTV / 東宝）
  - 第85話「おやじに負けるな」（1974年） - 中川（戸川組）
  - 第433話「金髪のジェニー」（1980年） - 水原刑事（横浜港南署）
  - 第471話「山さんに任せろ!」（1981年） - 城南署捜査係長
  - 第638話「危険なふたり」（1985年） - 竜神会幹部
- ご存知遠山の金さん（1974年、NET / 東映）
  - 第21話「頑張れニセ奉行」
  - 第48話「花のお江戸の外人娘」 - 田村
- 白い牙 第5話「人間標的・有光洋介」（1974年、TBS / 大映テレビ） - 横沢
- ザ・ボディガード 第9話「東京－ロス・大追跡」、第10話「グランドキャニオンの殺人者」（1974年、NET / 東映）
- 事件狩り 第10話「うそ」（1974年、TBS / 大映テレビ）
- 水滸伝 第26話「野望、砂漠に果つ」（1974年、NTV / 国際放映） - 王榿
- おしどり右京捕物車 第21話「怒（いかる）」（1974年、ABC / 松竹） - 近江屋
- 伝七捕物帳（NTV / ユニオン映画）
  - 第33話「情が結ぶ廻し文」（1974年） - 佐久間
  - 第41話「殺しの投げ文」（1974年） - 沖津左兵衛
  - 第88話「嘘から出た真実」（1975年） - 肥前屋
  - 第115話「同祖神は何を見た」（1976年）- 仁海
  - 第149話「けなげな娘に鬼が哭く」（1977年） - 友造
  - 第156話「江戸母恋い唄」（1977年） - 串木田主水
- ご存じ金さん捕物帳（NET / 東映）
  - 第8話「殺しが結んだ夫婦医者」（1974年） - 風巻
  - 第26話「上方から来た男」（1975年） - 越後屋
- はぐれ刑事 第11話「氷雨」（1975年、NTV / 国際放映） - 清水刑事
- 仮面ライダーストロンガー 第15話「死を呼ぶシャドウのトランプ!!」（1975年、MBS / 東映） - 黒木博士
- 江戸の旋風シリーズ（CX / 東宝）
  - 同心部屋御用帳 江戸の旋風 第30話「宿場のてまり唄」（1975年）
  - 同心部屋御用帳 江戸の旋風IV 第26話「さむらいの挽歌」（1979年） - 杉原
  - 新・江戸の旋風 第16話「殺しを見たこねずみ」（1980年） - 村松
- 大江戸捜査網（12ch / 三船プロ）
  - 第192話「必殺! 忍者群団」（1975年） - 桑原多聞
  - 第202話「情無用の大盗賊」（1975年） - 郡左門
  - 第295話「必死の子連れ逃亡者」（1977年） - 早瀬源四郎
  - 第315話「明日なき殺しの報酬」（1977年） - 北川玄蕃
  - 第330話「哀しみの岡ッ引魂」（1978年） - 久保寺左内
  - 第350話「音次郎を狙う狼の牙」（1978年） - 吉五郎
  - 第361話「白州に咲いた母子草」（1978年） - 黒尾主膳
  - 第373話「女掏摸 初春に翔ぶ」（1979年） - 石倉主膳
  - 第394話「暴れ十手捨て身の恩返し」（1979年） - 石橋多門
  - 第407話「花嫁誘拐 姿なき狼の罠」（1979年） - 村越兵衛
  - 第416話「宿命に泣く父娘の再会」（1979年） - 坂田友保
  - 第429話「大爆破を招く謎の贋小判」（1980年） - 筒井若狭守
  - 第472話「悪夢に怯える女」（1980年） - 脇田主膳
  - 第503話「父娘が泣く非情の武士道」（1981年） - 堀江外記
  - 第527話「大奥に住む女夜叉」（1982年） - 倉田主膳
  - 第536話「幻の魔弓 激情に燃える女」（1982年） - 殿村兵庫
  - 第550話「金貸し座頭 秘薬責めの罠」（1982年） - 大貫主膳
  - 第563話「さらば友よ 傷だらけの挽歌」（1982年） - 千草兵部
  - 第589話「連続暴行魔 女風呂の罠」（1983年） - 美濃屋
  - 第596話「夫婦崩壊! 女が酒に溺れる時」（1983年） - 坂上伊勢守
  - 第607話「刺青連続殺人! 運命の父娘」（1983年） - 長内兵部
  - 第620話「美女誘拐! 涙の居残り野郎」（1983年） - 黒沼主膳
  - 新 大江戸捜査網 第5話「女房殺し疑惑の刃」（1984年、ヴァンフィル） - 佐倉忠信
- 影同心II 第13話「（秘）進学塾甘い罠」（1976年、MBS / 東映） - 向井
- 夜明けの刑事 第70話「抱きつきスリ姉妹の殺意!!」（1976年、TBS / 大映テレビ）
- 痛快! 河内山宗俊 第16話「夜明けに消えた男星」（1976年、CX / 勝プロ） - 島村
- 十手無用 九丁堀事件帖 第21話「甦ったいれずみ者」（1976年、NTV / 東映） - 甲州屋
- ザ・カゲスター 第31話「怪人カミキーラーの炎地獄作戦!」（1976年、NET / 東映） - 北山博士
- 隠し目付参上 第10話「鬼も十八番茶も出花か」（1976年、MBS / 三船プロ） - 山口将作
- スーパー戦隊シリーズ（ANB / 東映）
  - ジャッカー電撃隊 第11話「13ジャックポット!! 燃えよ! 友情の炎」（1977年） - 藤田所長（クライムボス）
  - 電子戦隊デンジマン 第1話「超要塞へ急行せよ」（1980年） - 大学教授
- 赤い絆（1977年 - 1978年、TBS / 大映テレビ）
- 桃太郎侍（NTV / 東映）
  - 第18話「材木河岸に消えた影」（1977年） - 梶村玄蕃
  - 第32話「幼ななじみにご用心」（1977年） - 高田
  - 第72話「絵筆に賭けた命」（1978年） - 叶屋泉三郎
  - 第89話「家出した放蕩おやじ」（1978年） - 鳴海屋文治郎
  - 第106話「十手持ちにご用心」（1978年） - 田原主馬
  - 第121話「すずめの剣術修業」（1979年） - 安藤石見守
  - 第143話「泥棒一家の用心棒」（1979年） - 橘因幡守
  - 第158話「父子で彫った愛の面」（1979年） - 酒井長門守
  - 第175話「嘘からでた親孝行」（1980年） - 本多佐渡守
  - 第196話「大江戸ラブ・ストーリー」（1980年） - 大岩多聞
  - 第209話「桃太郎とヘンな泥棒」（1980年） - 但馬豊後守
  - 第222話「出世、ご免蒙ります」（1981年） - 内藤大和守
  - 第236話「世間知らずの若様作家」（1981年） - 大田原頼母
  - 第254話「望みかなった新妻の座」（1981年） - 石川勘解由
- 江戸の鷹 御用部屋犯科帖 第6話「奥州路に鷹が舞う!」（1978年、ANB / 三船プロ）
- 特捜最前線（ANB / 東映）
  - 第57話「改造拳銃・失われたロック!」（1978年）
  - 第361話「疑惑 警察犬イカロスの誘拐!」、第362話「疑惑II 女捜査官の追跡!」（1984年）
  - 第405話「浅草の老警官・7分間の嘘!」（1985年）
  - 第474話「エアロビクス・コネクション!」（1986年） - 平野謙作
- 大追跡 第6話「ワルは眠らせろ」（1978年、NTV / 東宝） - アイダ
- 達磨大助事件帳（1978年、ANB / 前進座 / 国際放映）
  - 第14話「暗闇に女の罠」 - 佐吉
  - 第21話「還って来た幸福」 - 吉浦采女
- 若さま侍捕物帳 第16話「参上!! 幻の用心棒」（1978年、ANB / 前進座 / 国際放映）
- 西遊記 第5話「反抗期の妖怪」（1978年、NTV / 国際放映）
- 暴れん坊将軍シリーズ（ANB / 東映）
  - 吉宗評判記 暴れん坊将軍
    - 第11話「日本一の木遣唄」（1978年） - 大浦与四郎
    - 第37話「女の一途に目を醒せ!」（1978年） - 高柳大学
    - 第58話「江戸一番!桜おどり」（1979年） - 丸目桐之丞
    - 第76話「正体見たり枯尾花」（1979年） - 猪勢三太夫
    - 第94話「初春や昼行燈も浮かれ出し」（1980年） - 山崎源之丞
    - 第119話「女狐が泣いた人情纏」（1980年） - 久地山長門守
    - 第136話「火の山に賭けた女」（1980年） - 大村典膳
    - 第164話「心の鎖は人情で裂け!」 （1981年） - 牧野監物
    - 第182話「据膳喰う奴喰わぬ奴」（1981年） - 堀田相模守
    - 第197話「河豚より怖し小判鮫」（1982年） - 吉村源三郎

  - 暴れん坊将軍II
    - 第6話「絵文字が告げた吉宗暗殺」（1983年） - 木曽屋藤兵衛
    - 第32話「潜入!花のお江戸の三人娘」（1983年） - 樺山兵庫
    - 第65話「男無用む組の喧嘩!」（1984年） - 一柳出羽守
    - 第85話「火花が飛んだ!嫁・姑!」（1984年） - 久世右京亮
    - 第108話「蛸さま命!の女剣士」（1985年） - 梶井彦右衛門
    - 第125話（SP）「勅使下向、天下を賭けた江戸っ子神輿!」（1985年） - 畠山忠房
    - 第143話「悲願! お小夜アイヤぶし」（1986年） - 沼田将監
    - 第166話「夫婦飛脚の夢だより!」（1986年） - 木津屋市左衛門
    - 第185話「妖艶、因幡の白うさぎ!」（1987年） - 飯野玄蕃頭

  - 暴れん坊将軍III
    - 第12話「絵草紙からくり心中」（1988年） - 稲垣生馬
    - 第33話「消えた目安箱」（1988年） - 牧野丹波守
    - 第60話「母恋いなみだ舟」（1989年） - 荒木監物
    - 第85話「め組の半次郎の天国と地獄」（1989年） - 栗林能登守
    - 第100話「春遠き お捨屋敷の女」（1990年） - 根津の彦蔵
    - 第123話「愛の漁火、九十九里に消えて」（1990年） - 堀江伝右衛門

  - 暴れん坊将軍IV（1992年）
    - 第43話「戦慄!狙われた養生所」 - 河辺左内
    - 第63話「情けに泣いた復讐鬼!」 - 松山郡太夫

  - 暴れん坊将軍V
    - 第16話「おんな事件屋、江戸を斬る!」（1993年） - 松谷権九郎
    - 第36話「争奪!石田三成の密書」（1994年） - 伊佐山久蔵

  - 暴れん坊将軍VI（1995年）
    - 第5話「頑張れ! 江戸っ子若君」 - 坂崎修理
    - 第29話「悲恋を斬る武士道」 - 板倉修理

  - 暴れん坊将軍VII 第10話「夢で拾った百両」（1996年） - 大黒屋常右衛門
  - 暴れん坊将軍VIII 第21話「待たされた女の決心」（1998年） - 堀田主計頭
  - 暴れん坊将軍IX 第26話「消えた香炉 正直三姉弟の災難」（1999年） - 沼田大膳
- 疾風同心 第2話「殴り込み阿片地獄」（1978年、12ch / C.A.L） - 氏家主水
- 破れ新九郎 第13話「激闘! えんま長屋の合戦」（1978年） - 宮下半四郎
- 大空港 （1979年、CX / 松竹）
  - 第24話「特捜部対ヤクザの斗い パートII」 - 鮫島
  - 第62話「刑事は殺シで勝負する!?名刑事と珍刑事の敵地侵入!」
- 遠山の金さん 第2シリーズ 第29話「若君誘拐」（1979年、ANB / 東映） - 坂田兵部
- そば屋梅吉捕物帳 第1話「闇を斬る江戸の月」（1979年、12ch / 国際放映） - 国清
- メガロマン 第18話「怪獣が街を消した!」（1979年、CX / 東宝） - 神谷
- 駆け込みビル7号室 第10話「純白のウェディングドレスが泣いている」（1979年、CX / 三船プロ） - 南新橋署刑事
- 江戸の激斗 第18話「復讐の狼」（1979年、CX / 東宝） - 辰五郎
- 長七郎天下ご免!（ANB / 東映）
  - 第3話「激突! 燃えろ江戸っ子」（1979年） - 剣持主馬
  - 第15話「酔いどれ女の風車」（1980年） - 轟軍太夫
  - 第49話「仇討ち・木曽節しぐれ茶屋」（1980年） - 津川左馬之助
  - 第74話「ばってん!母恋い活人拳」（1981年） - 橋本屋
  - 第95話「愛ふたたび江戸のはぐれ鳥」（1981年） - 安房屋藤兵衛
- 江戸の牙 第13話「悲哀 北から来た男」（1979年、ANB / 三船プロ） - 島崎軍蔵
- 騎馬奉行 第26話「新しき旅立ち」（1980年、KTV / 東映）
- 大捜査線 第19話「果たされた約束」（1980年、CX / ユニオン映画） - 武藤（東西興業組長）
- 斬り捨て御免!（12ch / 歌舞伎座テレビ） 
  - 第1シリーズ 第16話「狼の仮面を斬れ」（1980年） - 横山監物
  - 第2シリーズ 第18話「女恨みの辻が花」（1981年） - 矢吹典膳
  - 第3シリーズ 第13話「女仇討に隠された凶悪の罠」（1982年） - 伊勢屋/根来の源蔵
- 雪姫隠密道中記 第25話「命を賭けた恩返し -保土ヶ谷-」（1980年、MBS / S.H.P）
- 江戸の朝焼け 第12話「愛すればこそ」（1980年、CX / 東宝） - 高井忠則
- 新五捕物帳 第134話「あしたの詩」（1981年、NTV / ユニオン映画） - 上総屋喜作
- 闇を斬れ 第19話「女が牙をみがく夜」（1981年、KTV / 松竹） - 木村
- 鬼平犯科帳'82 第3シリーズ 第11話 「白い粉」（1982年、ABC / 中村プロ） - 花輪の万蔵
- 源九郎旅日記 葵の暴れん坊 第3話「港祭りの闇を斬れ!」（1982年、ANB / 東映）
- 時代劇スペシャル 清水次郎長「男の涙・石松の最后」（1982年、CX）- 杉山伝右衛門
- 同心暁蘭之介（CX / 杉友プロ）
  - 第4話「地獄のお告げ」（1981年）
  - 第42話「忍びの女」（1982年）
- 遠山の金さん （ANB / 東映）　※高橋英樹版
  - 第1シリーズ
    - 第5話「三年かかって帰った男!」（1982年）- 備前屋
    - 第54話「お弓が三人! ホンモノは誰だ!?」（1983年）- 新助
    - 第94話「女豹が狙った42人の大スリ軍団!」（1984年）- 松川主水
    - 第135話「お父上! おゆきの愛は死にました!」（1985年)

  - 第2シリーズ 第42話「遠山奉行最後のお裁き!」（1986年）- 諸星備前守
- 西部警察 PART-III（ANB / 石原プロ）
  - 第9話「白銀に消えた超合金X! -福島・前篇-」（1983年） - 高木（毎朝新聞科学部）
  - 第23話「走る炎!! 酒田大追跡 -山形篇-」（1983年） - 相良（木暮の友人）
  - 第43話「走れ一兵! 成田発PM3」（1984年） - 産婦人科医師
  - 第56話「帰ってきた逃亡者」（1984年） - 警視庁幹部
- 眠狂四郎無頼控 第13話「怪談! 髑髏と祝言する花嫁」（1983年、TX / 歌舞伎座テレビ） - 三田主膳
- 右門捕物帖 第29話「恋の罠」（1983年、NTV）
- 長七郎江戸日記（NTV / ユニオン映画）
  - 第1シリーズ
    - 第18話「友情雪の舞」（1984年） - 柴田外記
    - 第41話「故郷が呼んでいる」（1984年） - 坂部義勝
    - 第48話「疑惑の男」（1985年） - 坂田兵部
    - 第57話「壁際族の反乱」（1985年） - 相馬弾正
    - 第76話「おさとの災難」（1985年） - 大倉石見
    - 第80話「桔梗、花一輪」（1985年） - 魚松
    - 第97話「恋に落ちて」（1986年） - 原十左衛門
    - 第105話「風の噂の風小僧」（1986年） - 政五郎

  - 第2シリーズ
    - 第2話「意気に感ず」（1988年） - 黒金屋
    - 第43話「弟よ、小蝶涙舞い」（1989年） - 内出大学

  - 第3シリーズ
    - 第2話「姉妹かんざし」（1990年） - 鏑木能登
    - 第27話「奇怪なり葵の香炉」（1991年） - 瀬尾典膳
- 暴れ九庵 第16話「やがて愉快な居候」（1985年、KTV / 東宝） - 桐生屋
- 松本清張サスペンス・隠花の飾り / 記念に…（1986年5月5日、KTV） - 池田和雄
- ザ・ハングマン6 第9話「プッツン夫婦が離婚劇大作戦!」（1987年） - 針尾（針尾組組長）
- 傑作時代劇 「町奉行日記 単身赴任、今日も出社せず」（1987年、テレビ朝日）
- 若大将天下ご免!（1987年、ANB / 東映）
  - 第1話「あっぱれ小天狗一本勝負!」 - 大黒屋五郎兵衛
  - 第18話「復讐、涙の花嫁衣装!」 - 大川伊賀守
  - 第36話「色ぼけ欲ぼけ地獄みち」 - 内藤山城守
- 三匹が斬る! シリーズ（ANB / 東映）
  - 三匹が斬る!
    - 第2話「花一輪、雨も上がるか中山道」（1987年）- 源三
    - 第17話「人妻の、涙甘いかしょっぱいか」（1988年） - 西條

  - 続続・三匹が斬る! 第7話「まぼろしの、父が恋しい夢芝居」（1990年） - 錨屋克兵衛
- はぐれ刑事純情派（ANB / 東映）
  - 第1シリーズ 第3話「カフェバーで拾った女」（1988年） - サンハイツ東野管理人
  - 第13シリーズ 第25話「津軽海峡、さいはての母! 息子は殺人犯!?」（2000年） - 湯浅の祖父
- 新春サスペンス / 雪は死の粧い（1989年、TX / アマチ企画） - 警官
- 月曜・女のサスペンス / 華やかな死体・愛と哀しみの不在証明（1989年、TX / アマチ企画） - 刑事
- 翔んでる!平賀源内 第9話「殺意が潜む大井川」（1989年、TBS / C.A.L） - 大友修理
- ゴリラ・警視庁捜査第8班 第14話「傭兵狩り」（1989年、ANB / 石原プロ）
- 風雲! 真田幸村 第17話「若き隠密 薩摩の火祭り」（1989年、TX / 東映） - 嘉平
- 名奉行 遠山の金さん（ANB / 東映）
  - 第2シリーズ
    - 第9話「女の挑戦! 怪文書のカラクリ」（1989年） - 近江屋
    - SP1「江戸城大騒乱! 将軍とおんな天一坊」（1989年） - 荒木又八郎

  - 第3シリーズ 第3話「怪盗の顔を見た!」（1990年） - 井筒屋仁兵衛
  - 第4シリーズ（1992年）
    - 第14話「お目付け桜に惚れたひと」 - 結城源右衛門
    - 第26話「ニセ鼠小僧が覗いた完全犯罪」 - 紀州屋総兵衛

  - 第5シリーズ 第20話「狙われた遠山奉行」（1993年） - 升屋重五郎
  - 第6シリーズ 第18話「幽霊に惚れた同心」（1994年） - 内藤主膳
  - 第7シリーズ 第9話「謎の銃声!女は待っていた」（1995年） - 片桐重勝
  - 第9シリーズ（金さんVS女ねずみ） 第2話「将軍は見た! 遠山桜」（1998年） - 島崎因幡守
- 八百八町夢日記（NTV / ユニオン映画）
  - 第1シリーズ 第4話「空蝉が飛んだ」（1989年） - 戸部新十郎
  - 第2シリーズ（1992年）
    - 第15話「泣くな、真四郎」 - 谷川陣十郎
    - 第27話「北町恋ごよみ」 - 鬼塚権十郎
- 月影兵庫あばれ旅 第1シリーズ 第13話「決闘・無明ヶ原」（1989年、TX / 松竹） - 真鍋
- あばれ八州御用旅（TX / ユニオン映画）
  - 第2シリーズ 第19話「過去を捨てた逃亡者」（1991年） - 黒坂多門
  - 第4シリーズ 第2話「男たちの哀歌!疑惑の賞金首」（1994年） - 野島頼母
- 幕府お耳役檜十三郎 第12話「殺しの絵図の裏のウラ」（1991年、TX / 松竹）
- 銭形平次 第2シリーズ 第12話「長者屋敷の秘密」（1992年、CX / 東映） - 三右衛門
- 愛しの刑事 第20話「失語症の少年! 栄転へのラスト捜査!!」（1993年、ANB / 石原プロ） - 宇佐美取締官
- エトロフ遙かなり（1993年、NHK） - 山本五十六
- 闇を斬る! 大江戸犯科帳 第9話 「闇奉行に罠をかけろ!」（1993年、NTV / ユニオン映画） - 坂田出雲守
- 将軍家光忍び旅II 第21話「愛しき姫よ、静かに眠れ」（1993年、ANB / 東映） - 鬼頭作左衛門
- 殿さま風来坊隠れ旅 第4話「日本一の殿様宣言」（1994年、ANB / 東映）
- 江戸の用心棒 第1シリーズ 第4話「金貸し婆の最期の一両」（1994年、NTV / ユニオン映画） - 及川主膳
- 金曜エンタテイメント / 浅見光彦シリーズ4 津和野殺人事件（1997年、CX） ※榎木孝明版
- 火曜サスペンス劇場（NTV / C.A.L.）
  - 検事・霧島三郎シリーズ - 利根刑事部長
    - 検事・霧島三郎4（1997年4月21日）
    - 検事・霧島三郎5（1998年4月28日）
    - 検事・霧島三郎6（1999年4月6日）
- 南町奉行事件帖 怒れ!求馬 第1話「両国橋に駒が飛ぶ」（1997年、TBS / C.A.L） - 木曽屋
- 隠密奉行朝比奈2 第5話「伊予松山 姫さまと無理心中」（1999年、フジテレビ） - 覚兵衛
- ドラマ30 / 幼稚園ゲーム（2001年、CBC） - 宮田理事長
- 愛のことば（2001年、THK / テレパック）
- 金曜時代劇・逃亡 第3話「女と橋」（2002年、NHK） - 六右衛門
- 水曜ミステリー9 さすらい署長風間昭平第7作「つがる弘前城殺人事件」（2007年10月31日、TX） - 西館食品加工工場長

など

#### 映画
- たそがれ酒場（1955年、東映）
- 宮本武蔵 二刀流開眼（1963年、東映） - 木村助九郎
- 飢餓海峡（1965年、東映） - 田島清之助
- 下苅り半次郎 （秘）観音を探せ（1975年、東映） - 徳川家綱
- 実相寺昭雄監督作品ウルトラマン（1979年、松竹富士） - 科学者B
- 声なき群唱 いまこの語部たち（1984年、劇団GMG）
- FAKE FACE（2014年、Eja9＝カプリコーンフィルム） - 大谷健三

#### オリジナルビデオ
- 松方弘樹の名奉行金さん2009（2009年、GPミュージアム）

#### ドキュメンタリー
- NHKスペシャル A級戦犯は何を語ったのか〜東京裁判・尋問調書より（2007年8月13日、NHK） - 東条英機
- ファミリーヒストリー「徳光和夫 父は映画監督・驚きのルーツの数々」（2013年、NHK) - 日本の吹き替え声優第1号としてVTR出演

#### 舞台
- 炎の人ゴッホ小伝（1958年 - 1965年） - テオドール・ヴァン・ゴッホ
- 西郷輝彦錦秋名作公演「大炊介始末より－暁の城」（1987年11月、新歌舞伎座） - 家老広岡主殿 役
- 京本政樹公演「新吾十番勝負」（1988年5月、京都南座） - 松平頼安
- 中村美律子特別公演「下田慕情〜唐人お吉物語〜」（2007年11月、御園座）
- 千波企画・プロデュース公演「陽だまりの街」（2008年 / 銀座ロマンPARTV）
- 中日劇場公演
  - 最後の忠臣蔵（2010年10月5日 - 26日）
  - ペコロスの母に会いに行く（2016年 / 2019年9月28日 - 10月2日） - 父・甚衛門 役
- みつわ会 第14回公演「ふりだした雪」（2011年3月9 - 16日）
- 劇団☆ゆずりは公演「橘家桜子一座〜したまちの華〜」（2015年10月14 - 19日、浅草花やしき）
- 舟木一夫特別公演「華の天保六花撰 どうせ散るなら」（2016年12月、新橋演舞場） - 森田屋清蔵 役
- 舟木一夫特別公演「忠臣蔵」（2017年12月、新橋演舞場） - 大野九郎兵衛 役
- 春秋会男組 vol.6（2019年5月31日 - 6月2日 / 三越劇場）

など

### 声優

#### 吹き替え

##### 俳優
アーサー・フランツ
- FBIアメリカ連邦警察
  - 第51話（ジョン・コールドウェル）
  - 第80話（ジョセフ・デイリー）

- 拳銃無宿 - #79（ジョン・ガース）

リチャード・イーガン
- 避暑地の出来事（ケン・ジョーゲンソン）
- ペルシャ大王（ペルシャ王）
- スパルタ総攻撃（レオニダス国王）

##### 洋画
- アマゾンの秘宝  - リオ・ガルデス（フェルナンド・ラマス）
- 生きる歓び - オリント・フォッサーティ(ジーノ・チェルビ) ※NHK版
- ウィルヘルム・ストリッツの秘密 - マルク・アントワヌ(ミッシェル・ビロール) ※NHK版
- SF巨大生物の島 - ジャック・ベンジントン（ラルフ・ミーカー）
- 駅馬車 - カーリー保安官（ジョージ・バンクロフト）※TBS版
- 潜水艦X-1号 -リチャード・ボルトン少佐（ジェームズ・カーン）※テレビ朝日版（DVD収録）
- カンガルー・スキッピー（エド・デヴロー）
- 逆襲死の谷 - ホアキン・ムリエタ（リカルド・モンタルバン）
- 吸血鬼ドラキュラ - アーサー（マイケル・ガフ）
- 権力と陰謀・大統領の密室 - タック・タルフォード補佐官（チャールズ・コルソン）
- サイレンサー/殺人部隊 - マクドナルド（ジェームズ・グレゴリー）
- ザ・レポーター - ダニー・テイラー（ハリー・ガーディノ）
- 寒い国から帰ったスパイ - ピーターズ（サム・ワナメーカー）
- 魚が出てきた日 - エリアス（サム・ワナメーカー）
- 殺人者 - コルファクス（アルバート・デッカー）※NET版
- ナイトビジター - サレム（マックス・フォン・シドー）
- 太平洋航空作戦 - カール・グリフィン大尉（ロバート・ライアン）
- トマホーク峡谷の待伏せ - マコード（ジョン・ホディアック）
- フィフィ大空をゆく - (ラウール・ドルフス)
- ブレーキング・ポイント - マッキンレイ・トンプソン（ポール・リチャーズ）
- 炎の人ゴッホ - テオ・ファン・ゴッホ（ジェームズ・ドナルド）※NHK版
- ロールス・ロイスに銀の銃 - 棺桶エド（レイモン・サン・ジャック）

##### 海外ドラマ
- アルプスのスキーボーイ - おじさん（フレデリック・ジェーガー）
- アウター・リミッツ - キース・エリス（ラリー・ウォード）
- FBIアメリカ連邦警察 第24話 - ナグリー（アルバート・ポールセン）
- 拳銃無宿 - #88 フアン・ゴメス（カルロス・ロメロ）
- 刑事コロンボ 白鳥の歌 - トミー・ブラウン（ジョニー・キャッシュ）
- コンバット! 第36話、第37話 - シュタイナー親衛隊大尉（リチャード・ベイスハート） 第114話 - ヴェルネル少佐
- シャーロック・ホームズの冒険 - プライオリ・スクール校長（クリストファー・ベンジャミン）※TV放送版・DVD完全版の追録部分も担当。
- スパイ大作戦
  - 第三の壁 - ヘルムット・チェロトフ博士（ジョセフ・カンパネラ）
  - ヒスイの印璽 - リチャード・タガート（ダーレン・マクギャヴィン）
  - 暗殺戦線 - アラガス将軍（マーク・リッチマン）
  - 暗号解読 - アビラ大尉
- タイムトンネル - ヨシュア（ローズ・リーズン）
- 0011ナポレオン・ソロ 第23話 - パートリッジ（ジョージ・サンダース）
- 地上最強の美女 バイオニック・ジェミー - 第12話（Mr.ストーン）第40話 - アルーロ・ケルソ（フィリップ・アボット）
- 逃亡者（1964年） - 第19話 マイク・デッカー（パット・ヒングル）、第47話 保安官ジョー・ボブ（パット・ヒングル）、第112話 アラン・バートレット（ジャック・ロード）
- ドクターウェルビー「許されぬ敗北」 - ヒュー神父（アール・ホリマン）
- プリズナーNo.6 - 大佐（ナイジェル・ストック）
- 弁護士ジャッド「死の農場」 - ロー（ライト・キング）
- マニックス特捜網 - バートレット検事（リチャード・アンダーソン）
- ミステリー・ゾーン - ロス大尉（ジャック・クラグマン）
- 名犬ラッシー - コーレイ・スチュワート（ロバート・ブレイ）
- 名探偵ポワロ 誘拐された総理大臣 - トニー・ダニエルズ中佐（デヴィッド・ホロヴィッチ）※NHK版
- ローリング20 - スコット・ノリス（レックス・リーズン）※2代目
- ロビンフッドの冒険 - ロビンフッド（リチャード・グリーン）

#### 人形劇
- サンダーバード

#### ラジオドラマ
- 現代劇場「高野長英」（1957年） - 高野長英
- 金田一耕助シリーズ「イブの船出 クリスマスの酒場」（1959年、ラジオ東京・スリラー劇場）

#### テレビアニメ
- 鉄腕アトム (アニメ第1作)（1963年） - ドーフィン族ピリポ王
- ジャングル大帝 進めレオ!（1966年） - レオ[5]
- サスケ（1968年） - 大猿大助[6]
- どろろ（1969年） - 火袋
- 海のトリトン（1972年） - メドン

#### アニメ映画
- カムイの剣（1985年） - 十勝半蔵[7]

#### OVA
- アウトランダーズ（1986年） - 皇帝